# Кошелёво (Урицкий район)
Кошелёво — деревня в Урицком районе Орловской области России.
Входит в состав Архангельского сельского поселения.

## География
Расположена на левом берегу реки Орлица западнее деревни Лукьянчиково. На противоположном берегу реки находятся посёлки Володарский и Победитель. Южнее них проходит автомобильная дорога Р-120 (Орёл — Брянск — Смоленск — граница с Республикой Беларусь), до 31 декабря 2017 года называлась А-141.
Через Кошелёво проходит просёлочная дорога, образующая улицу Строителей.

## Население
| 2010 |
| ---- |
| 45   |